# La Femme volante
 (juillet 2025).
Pour plus de détails, voir Fiche technique et Distribution.
La Femme volante est un court métrage français réalisé par Georges Méliès, sorti en 1902, au début du cinéma muet.